# Pretoriaanse prefectuur van Afrika
De pretoriaanse prefectuur van Afrika (Latijn: praefectura praetorio Africae) was een belangrijke administratieve onderdeel van het Oost-Romeinse Rijk, na de herovering van noordwestelijk Afrika op de Vandalen in 533-534 door keizer Justinianus I.  Het bleef bestaan tot in de eind 580 , toen het werd vervangen door het exarchaat van Afrika.
In 533 versloeg het Byzantijnse leger onder Belisarius het Vandaalse Rijk, die de voormalige Romeinse gebieden in Noord-Afrika hadden veroverd.  Onmiddellijk na de overwinning, in april 534, publiceerde de keizer Justinianus  een wet met betrekking tot de administratieve organisatie van de nieuw verworven gebieden. De oude provincies van het Romeinse Diocees Africa waren grotendeels bewaard gebleven onder de Vandalen. Maar Mauretania Tingitana, veel van Mauretania Caesariensis en Mauretania Sitifensis en grote delen van Numidië en Byzacena, waren verloren gegaan aan Berberstammen, beter bekend onder de naam Mauri. Justinianus herstelde de oude administratieve afdelingen, en de gouverneur in Carthago kreeg de hoogste administratieve rang van pretoriaanse prefect. Hiermee kwam een einde aan het Diocees Africa als een onderdeel van de pretoriaanse prefectuur van Italië. 
Na de herovering van de verloren provincies op de Mauri rond 580, kreeg de prefectuur een nieuwe administratieve indeling onder de naam 'exarchaat van Afrika'. De eerste exarch was generaal Gennadius